# Waynetown
Waynetown – miasto w Stanach Zjednoczonych, w stanie Indiana, w hrabstwie Montgomery.